# Freestyleskiën op de Olympische Jeugdwinterspelen 2012
Freestyleskiën is een van de olympische sporten die beoefend werden tijdens de Olympische Jeugdwinterspelen 2012 in Innsbruck. De wedstrijden vonden plaats in het nabijgelegen Seefeld. Er werden vier onderdelen georganiseerd; de half-pipe en de ski-cross voor zowel de jongens als de meisjes.

## Deelnemers
De deelnemers moesten in 1995 of 1996 geboren zijn. Het maximale aantal deelnemers was door het IOC bij de half-pipe op dertien jongens en dertien meisjes vastgesteld en bij de ski-cross op zeventien jongens en zeventien meisjes. Elk land mocht op elk onderdeel maximaal een deelnemer inschrijven. De landen die deelnemers mochten inschrijven werden bepaald op basis van het FIS-landenklassement voor junioren op elk onderdeel; de top 12 bij de ski-cross en de top 8 bij de half pipe. Het gastland kreeg op elk onderdeel één startplaats. De resterende vier of vijf plaatsen werden ingevuld door de FIS. Het land bepaalde vervolgens zelf welke sporter(s) het inschreef. Voor landen zonder deelnemers was het bij de ski-cross toegestaan om een reeds geplaatste alpineskiër of half-pipe-skiër deel te laten nemen mits deze in de ski-cross al FIS-punten verzamelde. Het vergelijkbare gold voor de half-pipe waar een reeds geplaatste ski-crosser, half-pipe-snowboarder of slopestyle-snowboarder mocht meedoen.

## Medailles
De kwalificatie bij de half-pipe vond op 14 januari plaats, de finale op 15 januari. De kwalificatie bij de ski-cross vond op 19 januari plaats. Nadat de finale op de oorspronkelijke datum 20 januari alsmede op de verschoven data 21 en 22 januari geen doorgang kon vinden vanwege weersomstandigheden werden de kwalificatie resultaten de eindresultaten.

### Jongens
| Onderdeel | Goud | Goud            | Zilver | Zilver         | Brons | Brons        |
| --------- | ---- | --------------- | ------ | -------------- | ----- | ------------ |
| halfpipe  | SUI  | Kai Mahler      | FIN    | Lauri Kivari   | USA   | Aaron Blunck |
| ski-cross | FIN  | Niki Lehikoinen | GER    | Marzellus Renn | CAN   | Matty Herauf |

### Meisjes
| Onderdeel | Goud | Goud            | Zilver | Zilver                      | Brons | Brons                    |
| --------- | ---- | --------------- | ------ | --------------------------- | ----- | ------------------------ |
| halfpipe  | AUT  | Elisabeth Gram  | NOR    | Tiril Sjaastad Christiansen | FRA   | Marine Tripier Mondancin |
| ski-cross | AUT  | Michaela Heider | CZE    | Veronika Camkova            | SUI   | Emilie Benz              |

Alpineskiën · Biatlon · Bobsleeën · Curling · Freestyleskiën · IJshockey · Kunstrijden · Langlaufen · Noordse combinatie · Rodelen · Schaatsen · Schansspringen · Shorttrack · Skeleton · Snowboarden